# مرسدس سمپیترو
مرسدس سمپیترو (اسپانیایی: Mercedes Sampietro‎؛ زادهٔ ۲۴ ژانویهٔ ۱۹۴۷) بازیگر اهل اسپانیا است.
از فیلم‌ها یا برنامه‌های تلویزیونی که وی در آن نقش داشته است، می‌توان به داستان‌هایی از کرونن، کویینز، تابستانی که گذراندیم و سالوادور اشاره کرد.
وی همچنین برندهٔ جوایزی همچون جایزه کرئو د سن ژردی شده است.